# Фердинанд Блох-Бауер

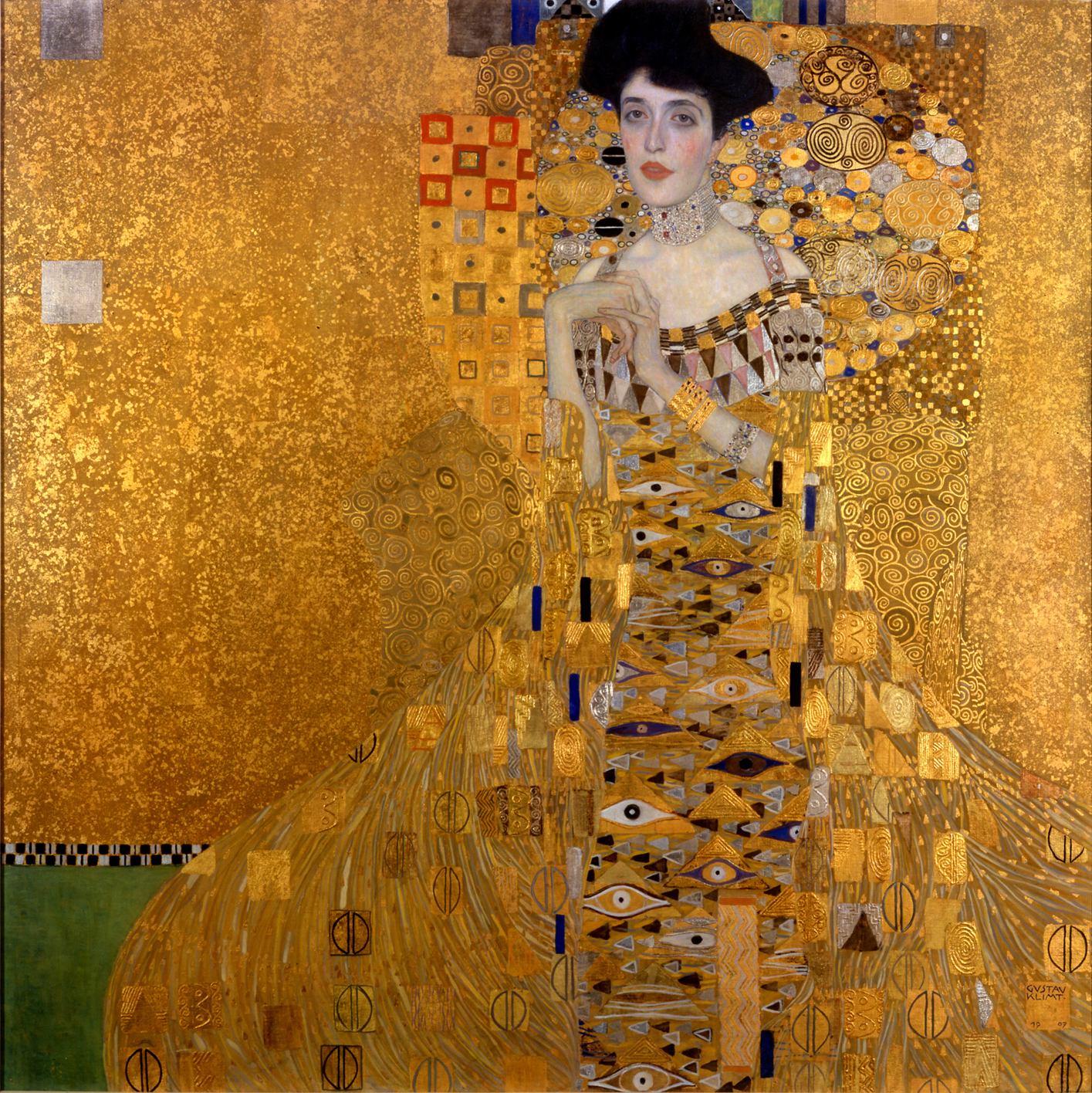
Портрет Аделі Блох-Бауер I роботи Густава Клімта

Фердинанд Блох-Бауер (нім. Ferdinand Bloch-Bauer ; 16 серпня 1864, Млада-Болеслав — 13 листопада 1945, Цюрих) — австрійський і чехословацький цукрозаводчик і шанувальник мистецтв.

## Біографія
Фердинанд народився у родині празького цукрозаводчика єврейського походження Давида Блоха. Навчався у торговій академії у Празі та працював на сімейному підприємстві, яке під його керівництвом перетворилося на велике підприємство на європейському ринку.
У 1899 році 35-річний Фердинанд Блох познайомився з 18-річною Адель Бауер, дочкою Моріца Бауера (1840—1905), генерального директора Віденського банківського союзу та голови Східних залізниць. Блох і Бауер одружилися ще у грудні того ж року і вирішили взяти спільне прізвище Блох-Бауер. Незважаючи на кілька спроб, подружжю не вдалося завести дітей. Фердинанд та Адель Блох-Бауери були шановними членами віденського товариства. У їхніх будинках зустрічалися багато відомих політиків, підприємців і діячів культури, у тому числі Карла Реннера, Юліуса Тандлера і Стефана Цвейга. Адель Блох-Бауер підтримувала тісні зв'язки із соціал-демократичними колами. Подружжя перебувало в особливо близьких стосунках з австрійським художником Густавом Клімтом і надавало йому фінансову підтримку. У палаці Блох-Бауерів на Елізабетштрасі зберігалося багато робіт Клімта, у тому числі «Портрет Аделі Блох-Бауер I» та «Яблуня I».
У 1909 Фердинанд Блох-Бауер придбав маєток Юнгфер Брецан, де розмістив свою художню колекцію, що включала твори живопису XIX століття і класицистська віденська порцеляна Конрада Зьоргеля фон Зоргенталя. Після розпаду Австро-Угорщини Фердинанд Блох-Бауер обрав чехословацьке громадянство, а маєток у Богемії став його основним місцем проживання. Адель Блох-Бауер померла від менінгіту 24 січня 1925 року. Після аншлюсу Австрії Фердинанда Блох-Бауера змусили залишити маєток з усім майном. В арізованому після окупації Чехословаччині маєтку Блох-Бауера розмістилася резиденція імперського протектора Богемії та Моравії. Фердинанд Блох-Бауер утік у Прагу, потім у Цюрих, де й помер. Його останки згідно із заповітом були кремовані. Урна з прахом була похована поруч із урною Аделі Блох-Бауер у колумбарії при Зиммерінгському крематорії у Відні навпроти Центрального цвинтаря.